# Pittosporum cornifolium
Pittosporum cornifolium är en tvåhjärtbladig växtart som beskrevs av Allan Cunningham. Pittosporum cornifolium ingår i släktet Pittosporum och familjen Pittosporaceae. Inga underarter finns listade.